# 瓦勒德利韦讷
瓦勒德利韦讷（法語：Val-de-Livenne，法語發音：[val də livɛn]）是法国吉伦特省的一个市镇，属于莱斯帕尔梅多克区。该市镇于2019年由原市镇圣卡普赖德布莱和马西亚克合并而成，行政中心位于圣卡普赖德布莱。

## 地名
“瓦勒德利韦讷”（Val-de-Livenne）一名在法语中意为“利韦讷河谷”。

## 地理
瓦勒德利韦讷（45°17'8"N, 0°33'46"W）面积37.40 平方千米，位于法国新阿基坦大区吉倫特省，该省份为法国西南部沿海省份，是法國本土面积最大的省，北起滨海夏朗德省，西临大西洋，南至朗德省，东南接洛特-加龍省，东临多爾多涅省。
与瓦勒德利韦讷接壤的市镇（或旧市镇、城区）包括：布瓦勒东、库皮尼亚克、沙穆亚克、苏梅拉、蒙唐德尔、多讷扎克、雷尼亚克、圣欧班德布莱、吉伦特河畔圣西耶、圣帕莱。
瓦勒德利韦讷的时区为UTC+01:00、UTC+02:00（夏令时）。

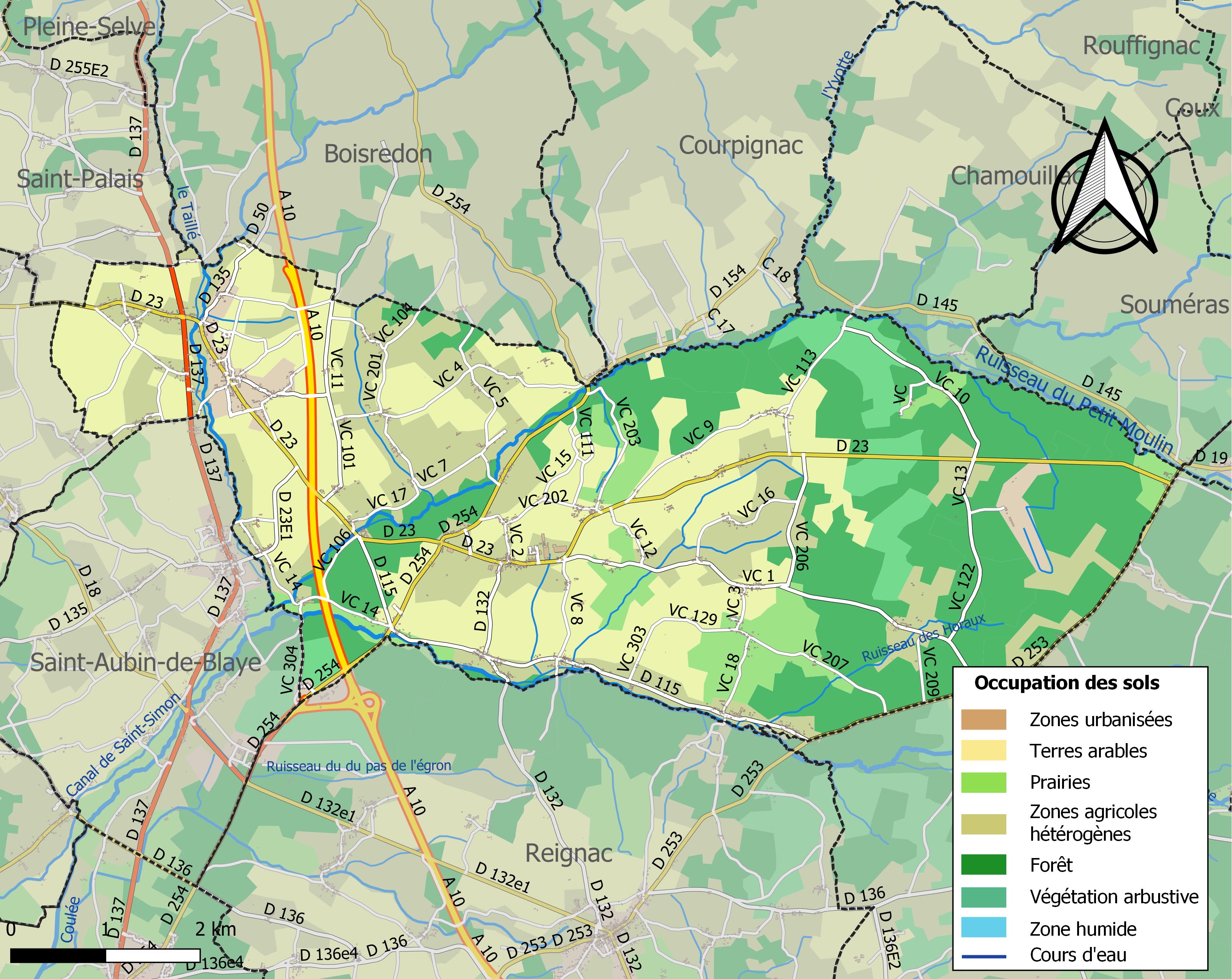
瓦勒德利韦讷的OSM定位图

## 行政
瓦勒德利韦讷的邮政编码为33820，INSEE市镇编码为33380。

## 政治
瓦勒德利韦讷所属的省级选区为河口县。

## 人口
瓦勒德利韦讷于2022年1月1日时的人口数量为1800人。